# Kościół św. Anny i św. Joachima w Suchym Dębie
Kościół Świętej Anny i Świętego Joachima – rzymskokatolicki kościół parafialny należący do parafii pod tym samym wezwaniem (dekanat Żuławy Steblewskie archidiecezji gdańskiej).
Jest to świątynia wzniesiona w II połowie XIV wieku. Podczas reformacji, około 1560 roku została przejęta przez protestantów. W latach 1673–1689 został prowadzony remont budowli, zostały przebudowane łuki i dobudowane balkony. W 1732 roku została zbudowana od zachodniej strony wieża o konstrukcji szkieletowej. W XIX wieku została wzniesiona przybudówka od północnej strony i zakrystia. W 1945 roku budowla została spalona. Powodem pożaru było ostrzelanie kościoła przez wojska sowieckie. W latach 1974–1976 świątynia została odbudowana. 25 grudnia 1976 roku została odprawiona pierwsza msza święta od czasów reformacji w Kościele. 11 marca 1978 roku ksiądz biskup Kazimierz Kluz, biskup pomocniczy gdański, uroczyście poświęcił świątynię pod wezwaniem św. Anny i Wniebowzięcia Najświętszej Maryi Panny.